# 고래불역
고래불역(Goraebul station, 고래불驛)은 경상북도 영덕군 병곡면에 있는 동해선의 철도역이다. 2025년에 개통되었으며, 2025년 12월에 고속철도역으로 격상될 예정이다.

## 연혁
- 2025년 1월 1일 : 개통
- 2025년 12월 : KTX-이음 운행 개시 (예정)

## 역 구조

### 승강장
| ↑ 영해     |
| \| １２ \| |
| 후포 ↓     |

| 1 | ITX-마음 누리로 | 부전 · 동대구 · 포항 방면 |
| 2 | ITX-마음 누리로 | 울진 · 삼척 · 강릉 방면   |

## 역 주변
- 고래불해수욕장
- 병곡초등학교
- 병곡중학교

## 인접한 역
| 동해선         | 동해선          | 동해선         |
| -------------- | --------------- | -------------- |
| 영해 부전 방면 | ITX-마음 동해선 | 후포 강릉 방면 |
| 영해 부전 방면 | 누리로 동해선   | 후포 강릉 방면 |